# Rhathymoscelis taunayi
Rhathymoscelis taunayi là một loài bọ cánh cứng trong họ Cerambycidae.